# Георги Консулов (революционер)
 Тази статия е за поборника.  За офицера вижте Георги Консулов.  
Георги Николов Консулов (1840 – 20 октомври 1902) е български търговец, поборник от Априлското въстание през 1876 г., обществен деец. Брат е на Стефан Консулов.
Георги Консулов първоначално учи в местното училище в Пазарджик, след това е изпратен от баща си в Цариград да усвои по-добре търговията. Когато се завръща в Пазарджик, пак се занимава с търговия. През 1867 се установява в Пловдив, където е избран за председател на градското читалище и заживява там. През 1869 г. се завръща в Пазарджик и при посещението на Васил Левски в града е основан местен революционен комитет на Вътрешната революционна организация, а той му става председател. Избран е за председател и на читалище „Виделина“. След потушаването на Априлското въстание написва адрес до Цариградската конференция (1876 – 1877) от името на българското население в Пазарджик, в който описва положението на местните жители. Арестуван е и престоява кратко време в затвора в Одрин. По време на Руско-турската освободителна война отново е арестуван и изпратен на заточение в град Адана, Мала Азия.
Георги Консулов след освобождаването си през април 1878 се завръща в родния си град и се включва активно в обществено-политическия живот там. Избран е за член на ЦК на комитетите „Единство“ за Южна България, а по-късно става председател на Централното настоятелство на гимнастическите дружества. Депутат е от Пазарджишка околия в Първото областно събрание и в областните събрания през 1883 и 1884. Член е на Бюджетната и Законодателната комисии. Префект е на Пловдив (1879 – 1881). Членува в Народната партия. Депутат е в VIII и IX ОНС.

## Семейство
Съпруга на Георги Консулов е Ана Хаджипаньова (1859 – 1943). Имат дъщеря художничката Елисавета Консулова (4 декмври 1881 – 29 август 1965).